# Finely Honed Machine
Finely Honed Machine è un singolo in vinile di Foetus (che in questo caso porta il nome di Foetus Über Frisco), pubblicato dalla Self Immolation/Some Bizzare nel 1985 in edizione limitata, in quanto ne vennero stampate soltanto 3 000 copie.

## Tracce
1. "Finely Honed Machine"
2. "Sick Minutes (Unmutual)" – 8:43

"Sick Minutes" appare anche su Sink.

## Formazione
- J. G. Thirlwell (come Foetus Über Frisco) - Performance, produzione